# Pseudacris kalmi
Pseudacris kalmi är en groddjursart som beskrevs av Harper 1955. Pseudacris kalmi ingår i släktet Pseudacris och familjen lövgrodor. IUCN kategoriserar arten globalt som livskraftig. Inga underarter finns listade i Catalogue of Life.